# Haetera macleannania
Haetera macleannania är en fjärilsart som beskrevs av Bates 1865. Haetera macleannania ingår i släktet Haetera och familjen praktfjärilar. Inga underarter finns listade i Catalogue of Life.

## Bildgalleri

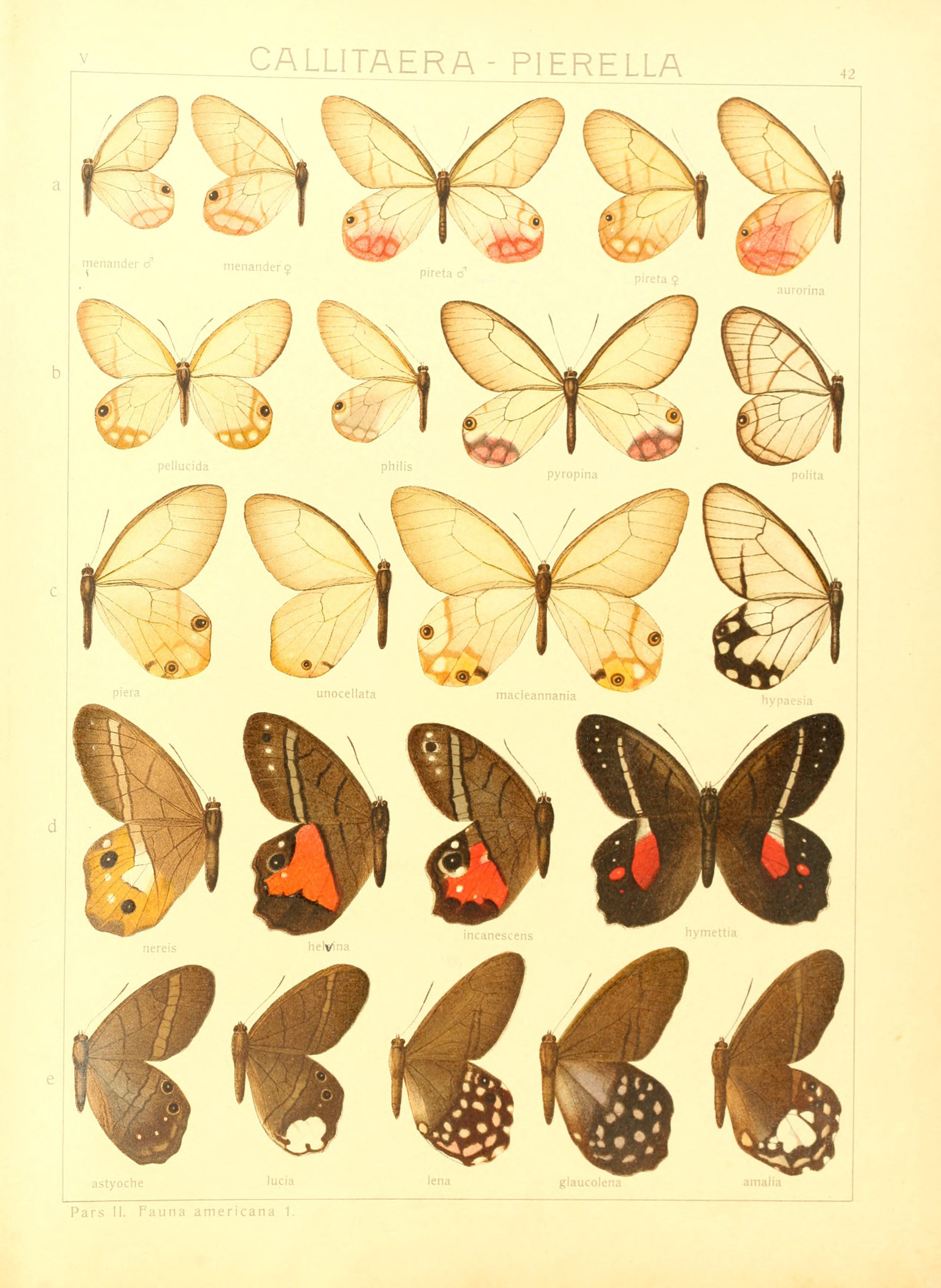